# Surface équivalente topographique
En Europe, pour obtenir les aides de la Politique agricole commune qui intègre peu à peu l'écoconditionnalité et le contrôle de conditionnalité sur le domaine des bonnes conditions agricoles et environnementales (BCAE), les agriculteurs doivent justifier d'une certaine prise en compte de l'environnement dans leur activité. Ceci fait notamment suite à la suppression de la jachère obligatoire et avec l'objectif de restaurer la qualité des paysages agricoles et de contribuer au bon état écologique des bassins versants et de l'eau en 2015-2017.

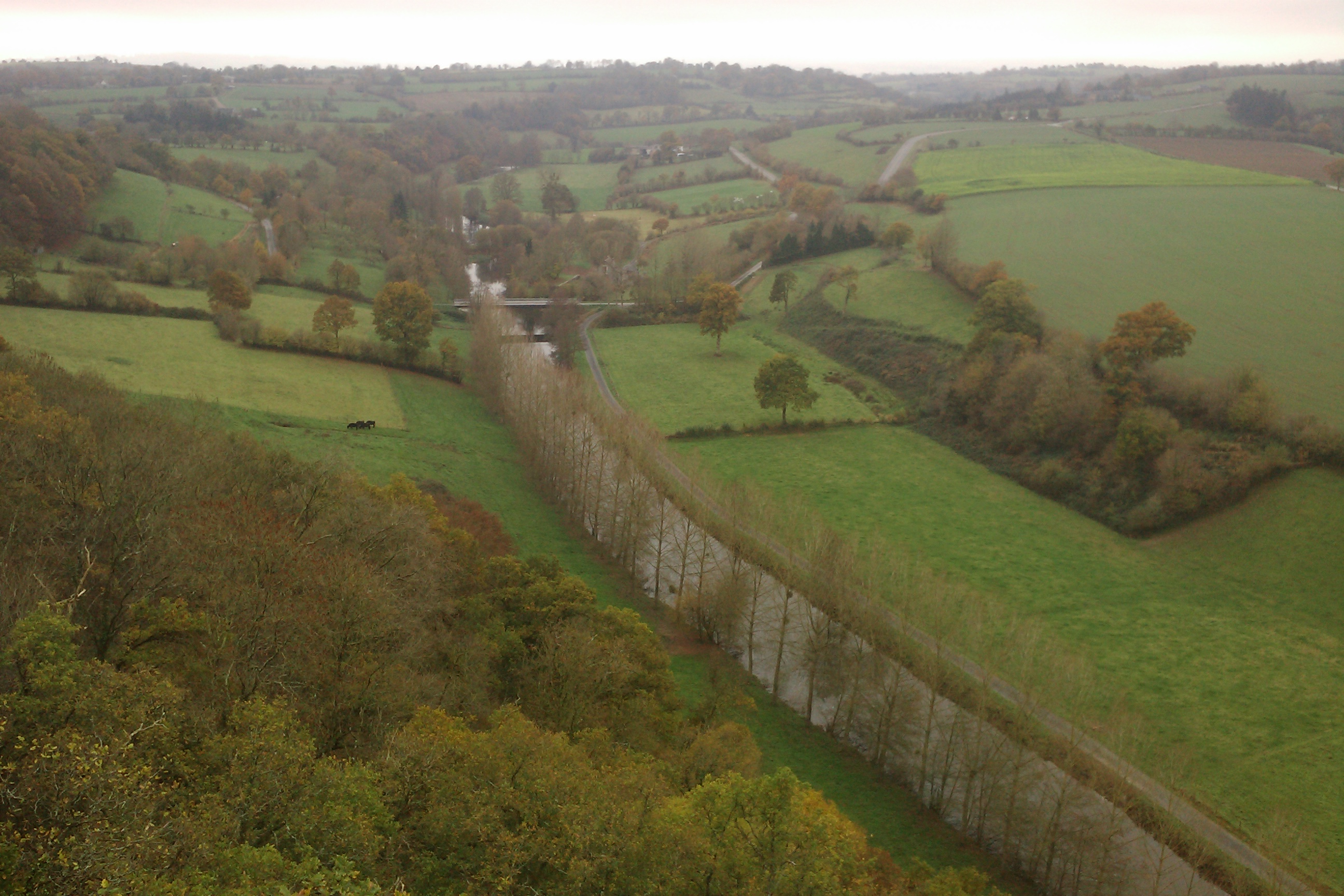
Pour stopper la régression des éléments semi-naturels des paysages agricoles et de la biodiversité qu'ils abritaient, et pour conserver un seuil minimal de naturalité paysagère, le nouveau système de la Politique agricole commune (PAC), en échange de ses aides (écoconditionnalité) autorise la « conversion » de certains « objets » naturels du paysages (« surface d’intérêt écologique » telles que surfaces couvertes par des haies, talus, mares, murets de pierres sèches, arbres isolés, lisières…) en équivalent d'une surface topographique. Les États-membres déterminent un pourcentage minimal de la SAU en « surface équivalente topographique » (SET), obligatoire pour avoir le droit de toucher les primes et aides de la PAC. En France il devrait évoluer de 3 à 7 % en quelques années.

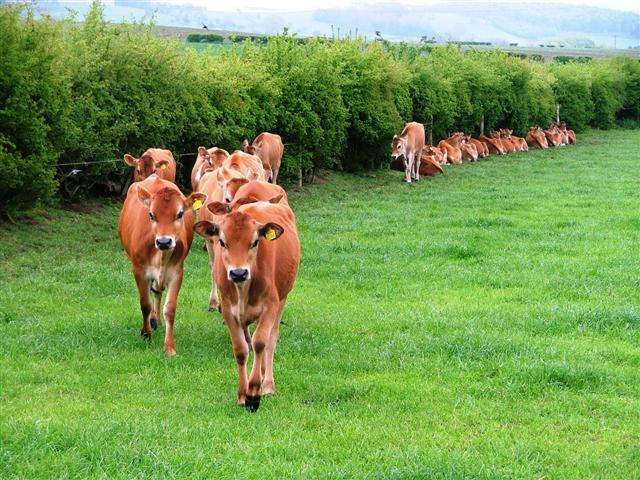
Les haies bocagères, parmi de nombreux autres services écosystémiques et agronomiques fournissent une protection contre le vent et le soleil, appréciée des animaux d'élevage dont la santé et la productivité sont ainsi améliorées.

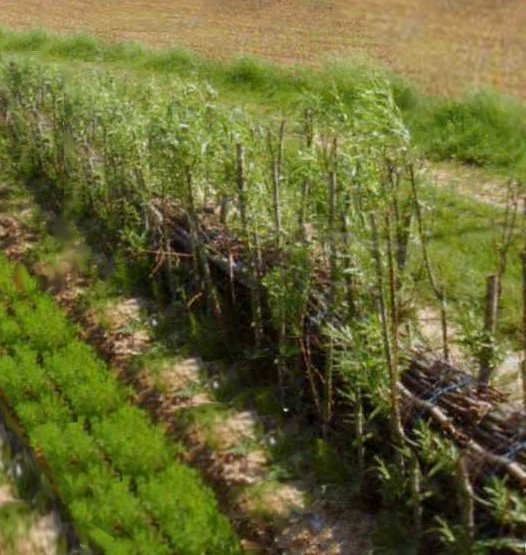
Exemple de haie monospécifique (saules) associée à des fascines, spécifiquement destinée à lutter contre l'érosion des sols. Elle est positionnée perpendiculairement au sens de la pente. (Pas-de-Calais). Le saule présente l'avantage d'une croissance rapide, et peut rapidement fournir des branches réutilisables pour le même usage. Il est recommandé de conserver une certaine diversité génétique dans la haie

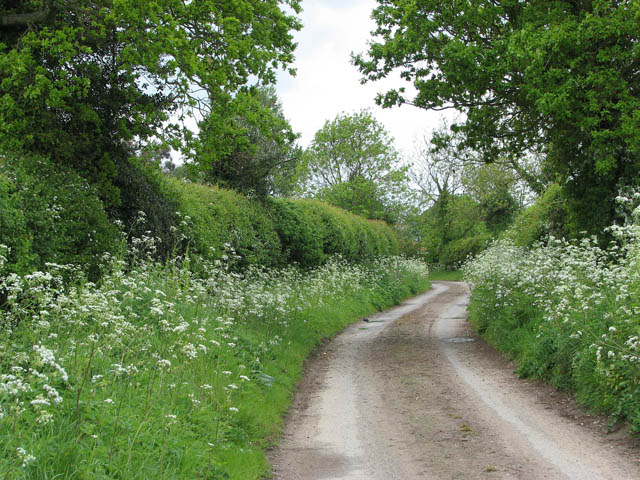
Les réseaux de haies vives et diversifiées, de talus, fossés et bandes enherbées présentent un grand intérêt écopaysager. Ils abritent de nombreux auxiliaires de l'agriculture utiles contre les ravageurs des cultures. Ils contribuent à la cohérence de la trame verte et bleue.

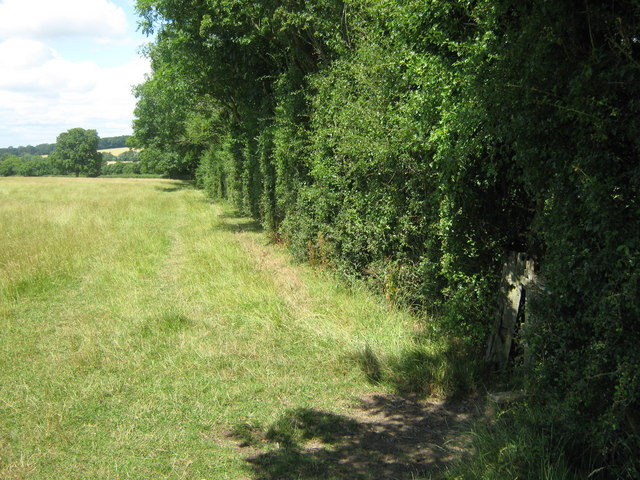
La nouvelle PAC autorise considère que la lisière d'un boisement a une valeur écologique justifiant une conversion en « surface équivalente topographique » (SET). Ainsi, en France, en 2011, le barème du ministère de l'agriculture considérait qu'1 m de lisière de bois, bosquets, arbres en groupe pouvait être converti en l'équivalent de 100 m2 de « SET » (avec un coefficient multiplicateur de 0,01)

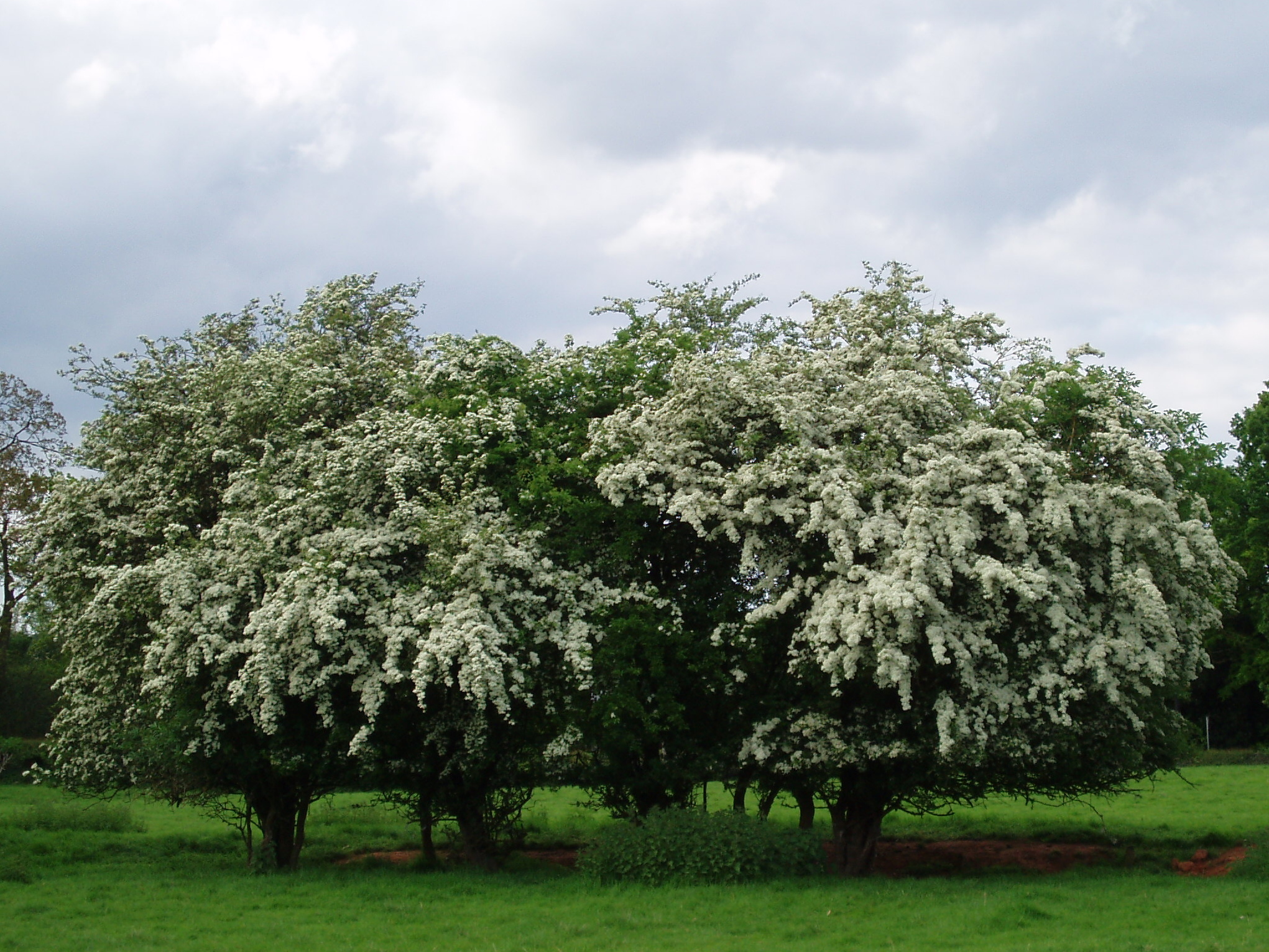
De tels groupes d'arbres peuvent également être pris en compte dans le calcul de la SET. Ils offrent un abri aux animaux d'élevage et à divers auxiliaires de l'agriculture, en jouant parfois aussi un rôle de gué dans un « corridor biologique 'en pas japonais' »

L'objectif des ministres européens de l'agriculture est de permettre à terme que 7 % de surface d’intérêt écologique soient protégées dans le cadre des mesures de verdissement de la Pac pour 2014.
En France, la protection de l'équivalent de 4 % du territoire exploitable, c'est-à-dire de la surface agricole utile est le seuil minimum retenu pour 2013. Les éléments protégés sont convertis en « surface équivalente topographique » (SET), ainsi que leur entretien. 
C'est l'une des BCAE (« bonnes conduites agro-environnementales »), qui fait partie des bonnes pratiques agricoles retenues par le ministère de l'Agriculture en France.

## Objectif, en équivalent-surfacique
L'objectif français initial était d'un minimum de 5 % de la SAU. Il reste souhaité comme minimum par les grandes ONGE associées au Grenelle de l'environnement, ainsi que par la plate-forme "PAC 2013" regroupant des ONG et agriculteurs et jugé par eux « conforme aux engagements pris par les autorités françaises lors de la mise en œuvre du bilan de santé de la PAC en 2008 pour les bonnes conditions agricoles et environnementales à respecter par les agriculteurs ».

## Objectifs qualitatifs
Théoriquement, ce type de mesure présente un intérêt convergent d'une part pour l'agriculture durable (en favorisant l'agroécologie) et d'autre part pour la protection de la nature et des paysages (via la conservation d'éléments du paysages indispensables à la survie des espèces (banales, et plus encore menacées), mais d'autres bénéfices sont attendus (voir ci-dessous).

## Utilité
Cette mesure pourra contribuer à la protection des paysages ruraux et aux aménités associées (tourisme, qualité de vie, santé). 
Au-delà, elle contribue à :
- maintenir sur les exploitations agricoles certains éléments fixes du paysage tels que haies, bosquets, arbres, terrasses, mares et bandes enherbées
- entretenir, voire restaurer la qualité des sols (taux de matière organique, richesse en microorganismes utiles, biodiversité de la microflore…),
- la lutte contre l'érosion des sols, les glissements de terrain, les coulées de boue et la turbidité des cours d'eau,
- l'amélioration de la rétention, épuration et infiltration de l'eau dans les sols, et donc au bon état écologique des bassins versants (grâce aux bandes enherbées notamment). Les mares, fossés et bandes enherbées, ainsi que les talus perpendiculaires au sens de la pente jouent un rôle tampon[8] important (« étalement des crues »), limitant à la fois les sécheresses (par meilleure infiltration de l'eau, dès le haut du bassin versant) et les inondations (réduction du nombre et de l'intensité des crues).
- à la restauration de populations d'espèces auxiliaires de l'agriculture indispensables à une agriculture durable (abeilles et autres pollinisateurs[9], et consommateurs de pucerons notamment), au profit d'un meilleur contrôle des ravageurs et d'un moindre besoin de pesticides ;
- meilleure gestion du phosphore et de l'azote, et par suite contribution à une moindre eutrophisation de l'environnement (ex. : une haie peut récupérer jusqu'à 85 % de l’azote lessivé, et le rendre au sol via les feuilles mortes qui se décomposent lentement durant l'hiver, en favorisant par ailleurs les champignons et bactéries utiles du sol, dont les symbiotes de plantes cultivées. Une haie vive peut ainsi rendre aux sols voisins 70 kg d'azote/ha à 1 mètre de distance, et 2 à 5 kg/ha à 10[7])
- aux services agro-écologiques et écosystémiques fournis par les éléments du paysages ainsi protégés[7] (« amélioration de la capacité de stockage de l'eau dans le sol et de la qualité de l'eau par le recyclage des nutriments, abri pour les auxiliaires des cultures et les pollinisateurs et protection des sols contre l'érosion »[5]).
- au programme Écophyto 2018 (réduction de 50 % des pesticides) et aux programmes de réduction des excédents azotés, ainsi (si les éléments préservés le sont avec une bonne cohérence écologique, qu'au maintien des services écologiques et à l'arrêt de la perte de biodiversité visé pour 2020 après l'échec de 2010.

C'est une première réponse aux demandes de la Politique agricole commune 2014-2020 qui exige une meilleure prise en compte de l'environnement, et à la demande de la Commission européenne faite dans le cadre de la révision de la PAC, de respect d'un objectif de 7 % de surfaces d'intérêt écologique, incluant notamment les SET. 
C'est aussi une réponse à une « demande sociale forte de préserver les ressources naturelles ».

Ce dispositif accompagne aussi ceux qui aident les agriculteurs à protéger ou restaurer les zones agricoles à haute valeur naturelle (Kiev 2003).

## Avantages pour l'agriculteur
- Réponse à l'écoconditonnalité de la PAC (30 % prévus pour le verdissement (greening) du 1er pilier de la PAC), via la reconnaissance des fermes ayant plus de 10 % ou 20 % d'IAE et un soutien accru aux « systèmes d’exploitation à haute valeur naturelle ».
- Avantages pour l'Affichage environnemental (volet biodiversité) des produits alimentaires ;
- Atout pour les écocertifications « bio » et « Haute Valeur Environnementale » des fermes ;
- Objectifs généralement faciles à atteindre, notamment en cas de milieux (Prairies permanentes, landes, parcours, alpages, estives situés en zone Natura 2000, Bandes tampons en bord de cours d’eau, bandes tampons pérennes enherbées situées hors bordure de cours d’eau)[10] donnant lieu à un coefficient multiplicateur (de 2),  ou en cas de développement d'agroforesterie[11],[12], encouragé et aidé en France depuis 2009, via la mesure 222 du Programme de développement rural hexagonal (PDRH[13]): « première installation de systèmes agroforestiers sur des terres agricoles », de manière différenciée, selon la volonté des représentants régionaux de la profession agricole. 
« Avec la plantation, la gestion de la végétation spontanée[14] est également un moyen efficace d’implanter des végétaux locaux en grande quantité » et de manière économe[12] (en veillant à ne pas diffuser d'espèces invasives.
- Diverses aides possibles[7].

## Historique et tendance
La SET a été introduite en France en 2010, à l'occasion de la mise en œuvre du « bilan de santé de la PAC », mais elle s'inscrit aussi dans la tendance générale à l'économie verte, si ce n'est d'une conversion écologique. 

La SET devait normalement faire l'objet d'une mise en œuvre progressive, en commençant à 1 % de la Sau des exploitations et en augmentant en 2011 et 2012 de deux points chaque année. Sa mise en œuvre a été freinée (provisoirement gelée à 3 %) à la demande des représentants de la profession agricole.
Le taux actuel (2012) de 3 % (national) est un minimum qui correspond à un gel décidé pour 2012 par Bruno Le Maire (alors ministre de l’Agriculture). 

Considéré comme très faible par les environnementalistes et le ministère de l'agriculture, mais présenté comme une contrainte par les représentants du monde agricole, il pourrait être porté à 4 % en 2013, ce qui en fait correspondrait à 3 % + 1 % correspondant aux bandes enherbées faisant déjà partie de ces Set, rappelle le ministère de l'Agriculture

## Exemple
En France, le taux de SET est calculé selon une grille d'équivalence très favorable aux agriculteurs, qui a permis à la plupart des exploitations agricoles française de déjà dépasser les 10 % de SET. Le mode de calcul des équivalences pourrait.
- 1 mètre linéaire de haies bocagère correspond à 100 m2 de SET, autrement dit 100 m de haies équivaut à 1 ha d'environnement protégé (selon ce mode de calcul) ;
- 1 arbre isolé équivaut à 50 m2 de SET ;
- 1 ha de vergers haute-tige = 5 ha de SET
- 1 mètre linéaire de périmètre de mare équivaut à 100 m2 de SET.
- 1 ha de tourbières = 20 ha de SET
- 1 mètre de murets de pierre sèche ou de périmètre = 50 m2 de SET
- Pour « certains types de landes, parcours, alpages, estives définies au niveau départemental, certaines prairies permanentes définies au niveau départemental (par exemple prairies humides, prairies littorales, etc.) » ; 1 ha de surface herbacée = 1 ha de SET
- pour toutes surfaces d'« Autres milieux » ne recevant ni intrant (fertilisants et traitements), ni labour depuis au moins 5 ans (par exemple ruines, dolines ruptures de pente…) ; 1 mètre linéaire = 10 m2 de SET ou 1 ha de surface = 1 ha de SET

Des coefficients multiplicateurs sont appliqués à certains milieux précieux (tourbières par exemple)
rem : Si un chemin est présent dans la bande faisant office de Zone tampon, « seule la surface végétalisée est retenue pour le calcul ».
Les agriculteurs disposent de tableaux pré-formatés pour faciliter le calcul de la SET dont le résultat est donné sous la responsabilité de l’exploitant. Ce dernier  peut être amené à devoir rembourser une partie de ses primes PAC s'il s'avérait qu'il a fourni de fausses informations. Des contrôles peuvent être maintenant facilement faits sur la base des images satellitales et aériennes dont dispose les États-membres.